# Wilde Glut
Wilde Glut (Verweistitel: Jeff) ist ein US-amerikanisches Melodram von Regisseur Hugo Fregonese aus dem Jahre 1953 mit Gary Cooper und Barbara Stanwyck in den Hauptrollen.

## Handlung
In einem lateinamerikanischen Land versuchen sich Jeff Dawson und sein Kumpan Dutch Peterson mit der Förderung von Öl eine neue Existenz aufzubauen. Ihre Pläne werden durch Banditen durchkreuzt, die ihnen alle Wertsachen abnehmen und den Bohrtum in die Luft sprengen.
Mittellos gelangen beide in die nächste Stadt, wo Jeff die junge Sal Donnelly kennenlernt. Jeff und Dutch ergattern den Auftrag, eine Ladung Dynamit zu transportieren. Bei der Fahrt werden sie von Banditen überfallen. Dutch wird am Bein verletzt und muss ins Spital.
Obwohl sie den Auftrag ausgeführt haben, erhalten sie kein Geld, da der Auftraggeber ein Betrüger ist. Wieder trifft Jeff auf Sal Donnelly. Es bahnt sich eine Beziehung an. Paco Conway, ein alter Freund von Jeff, der durch das Öl reich geworden ist, stellt ihn als Vorarbeiter ein.
Marina Conway, die Frau von Paco, hat ein Interesse an seiner Anstellung, da sie vor ihrer Ehe mit Jeff zusammen war. Für Jeff ist es aber vorbei. Während der Arbeit wird auch Paco von den Banditen für Geld erpressen. Unterdessen spitzt sich die Lage zwischen Jeff und Marina sowie dem eifersüchtigen Paco zu.
Nach einer Auseinandersetzung tötet Marina ihren Mann, um mit Jeff zurück nach Amerika zu gehen. Jeff weist ihr Ansinnen zurück. Die Banditen greifen das Anwesen von Paco an. Marina kommt ums Leben. Jeff, Sal und Dutch kehren gemeinsam nach Amerika zurück.

## Kritiken
„Ein überhitztes Melodram, das seine Konflikte künstlich aufbauscht und zu Hysterie und Zynismus neigt.“

## Hintergrund
Das Drehbuch von Philip Yordan basierte auf seiner eigenen Idee.
Für Hauptdarsteller Gary Cooper war es nach Im Geheimdienst und Die Teufelsbrigade die dritte Zusammenarbeit mit Produzent Milton Sperling und der einzige Film mit Regisseur Hugo Fregonese. Nach Hier ist John Doe war es das zweite Zusammentreffen mit Barbara Stanwyck und auch mit Ruth Roman arbeitete er schon in Todfeindschaft zusammen. Der Film wurde komplett in Mexiko gedreht.
Die Warner Bros. brachte den Film 1954 in die bundesdeutschen Lichtspielhäuser. In dieser bis heute gebräuchlichen Synchronfassung bekam Gary Cooper die Stimme von Heinz Engelmann.
Das von Frankie Laine gesungene Titellied Blowing Wild (The Ballad of Black Gold) wurde auch als Single veröffentlicht und erreichte in Großbritannien Platz zwei der Charts. Laine war bereits im Jahr zuvor mit seiner Version des Titelliedes High Noon aus 12 Uhr Mittags, ebenfalls mit Gary Cooper in der Hauptrolle, in den britischen Top Ten gewesen.